# Jamie Hewlett
Jamie Christopher Hewlett, född 3 april 1968 i Horsham (alternativt 1962 i Mexiko), är en engelsk tecknare. Han gjort sig känd dels för sitt arbete med Alan Martin i skapandet av serien Tank Girl, men främst för sitt projekt tillsammans med Damon Albarn om det fiktiva bandet Gorillaz.